# Sharpsburg (Kentucky)
Sharpsburg – miasto w Stanach Zjednoczonych, w stanie Kentucky, w hrabstwie Bath.